# Cerro de la Gloria
Cerro de la Gloria ( Brdo Pobjede) je brdašce u gradu Mendoza u Argentini, u parku Generala San Martína. Na vrhu se nalazi ogromni memorijalni spomenik Vojsci Anda. Spomenik je djelo urugvajskog kipara Juana Manuela Ferrarija, zajedno s argentinskip umjetnicima. Radovi na spomeniku su počeli 1911. godine, u sklopu proslave argentinske nezavisnosti 1910. godine. Svečano je otvorena 12. veljače 1914., na obljetnicu bitke kod Chacabuca. Na vrhu sadrži alegorijski prikaz slobode (Libertad) ili republike (La República) s razbijenim lancima, te konjički kip San Martina, s natpisom "La Patria al Ejército de los Andes" ("Domovina Vojske Anda "). 